# Cucufato Pi
Cucufato Pi es una serie de historietas creada por Guillermo Cifré para el semanario Pulgarcito en 1949.

## Trayectoria editorial
Cucufato Pi apareció por primera vez en el número 99 de "Pulgarcito".
Se serializó también en Super Pulgarcito y a partir de 1951 en El DDT.
Bruguera publicó también tres monográficos del personaje:
- 1950 Cucufato Pí (Magos del Lápiz);
- 1950 Cucufato Pí: Viviendo de milagro (Álbum infantil Pulgarcito / Magos de la Risa, Nº13);
- 1951 Cucufato Pí: Corazones gemelos (Álbum infantil Pulgarcito / Magos de la Risa, Nº29)[1]

## Argumento y personajes
Cucufato Pi es el protagonista absoluto de estas historietas. El investigador Juan Antonio Ramírez lo clasifica entre los solterones, junto a otros personajes de la Escuela Bruguera como Pilaropo (1956), Golondrino Pérez (1957), Rigoberto Picaporte (1957), Floripondia Piripí (1958), Lidia (1958) y Guillermo el Conquistador (1958), caracterizados por su insatisfacción sexual.
Cucufato Pi es un hombrecillo calvo y con bigote.